# Schloss Gaibach

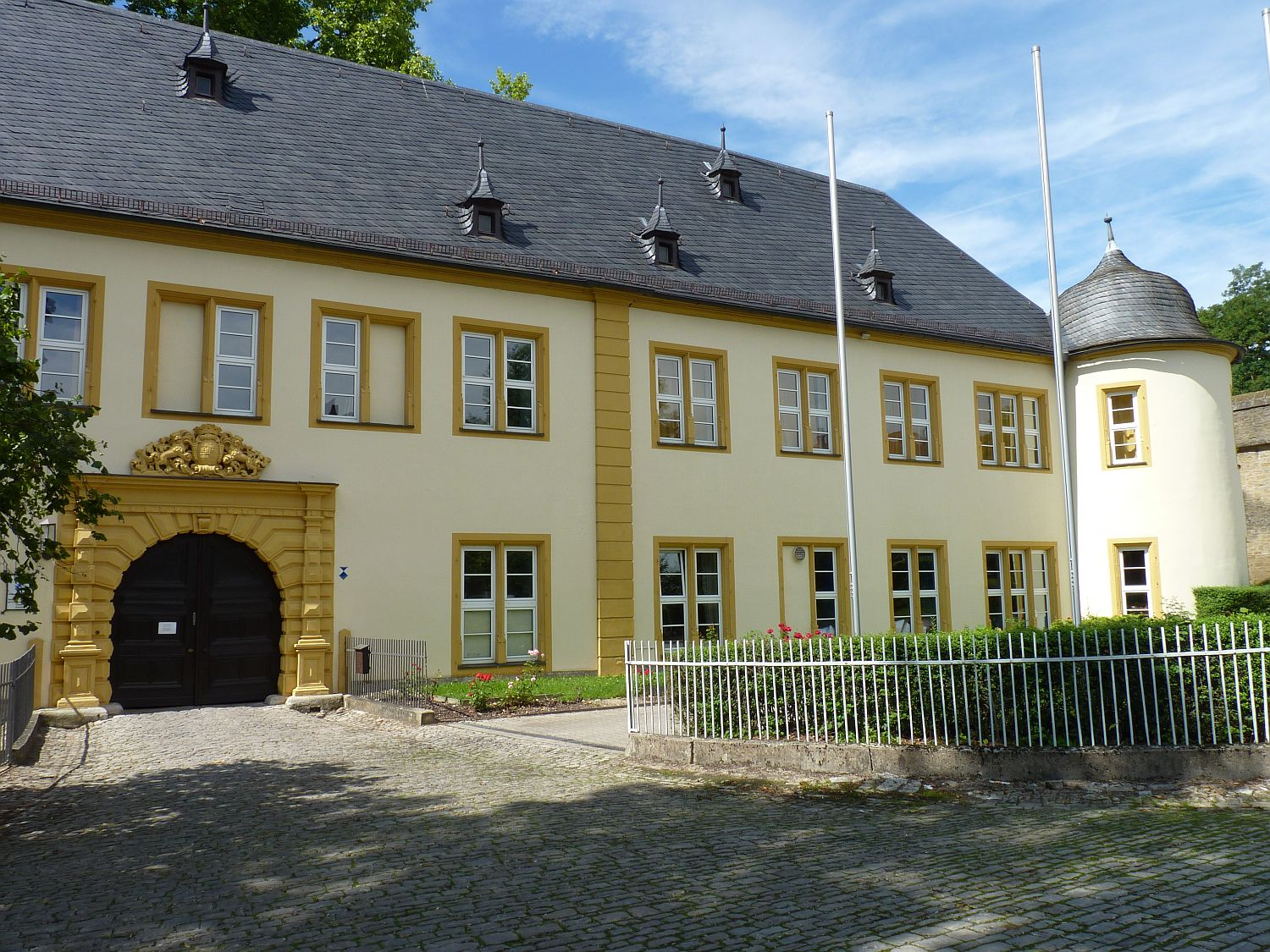
Das Schloss in Gaibach

Das Gräflich Schönborn’sche Schloss Gaibach ist ein ehemaliger Adelssitz im Volkacher Ortsteil Gaibach im Landkreis Kitzingen in Unterfranken. Die erhaltenen Gebäude des Schlosses reihen sich heute an der Schweinfurter Straße auf, die ein Teil der Staatsstraße 2271 ist. Das Schloss war ehemals Residenz der Grafen von Schönborn und wird heute als Internat des Franken-Landschulheims Schloss Gaibach genutzt.

## Geschichte
Wechselnde Herrschaften prägten die Anfangszeit des Gaibacher Schlosses. Die verschiedenen Dorfherren des Mittelalters bauten nach und nach eine Burg inmitten des Dorfes. In der frühen Neuzeit übernahmen die Echter von Mespelbrunn die Geschicke des Dorfs. Die Burg wurde in ein Schloss umgewandelt. Die Grafen von Schönborn bauten das Schloss im Stile des Barock um. Heute ist es Teil des Gaibacher Schulgeländes.

### Die Gaibacher Burg

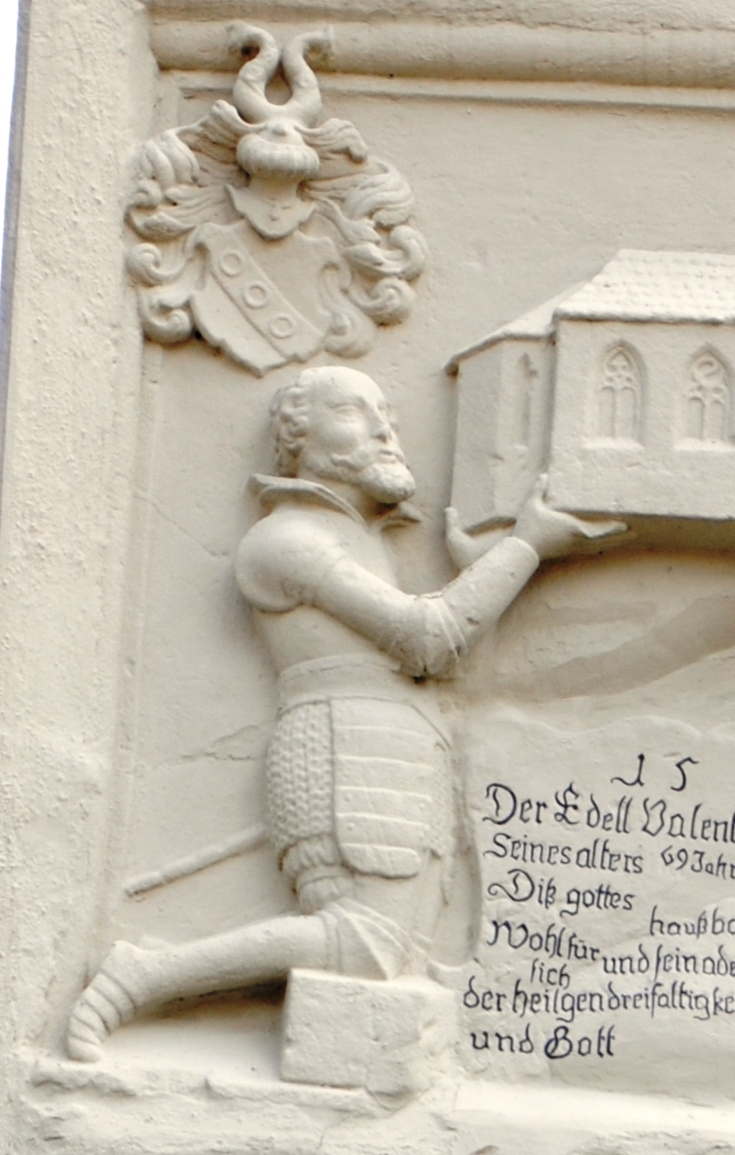
Valentin Echter von Mespelbrunn

Die Geschichte des Gaibacher Schlosses ist eng mit der Ortsgeschichte verbunden, da es immer der Mittelpunkt des Dorfes war. Im Jahr 1299 ist in den Quellen erstmals von einem Gaibacher Rittergeschlecht die Rede. „Conradus de Guebach“ hatte Besitzungen im Ort, wahrscheinlich befand sich sein Herrenhof auf dem Gebiet des heutigen Schlosses. Die Dorfherrschaft selbst hatten die Grafen von Castell und die Würzburger Fürstbischöfe inne. Sie wurden im 13. und 14. Jahrhundert von verschiedenen Ministerialen vertreten, von denen einige den Herrenhof nach und nach befestigten.
In der Mitte des 15. Jahrhunderts wurden die kleinen, wenig begüterten Herrschaften von den Zöllnern von der Hallburg abgelöst. Zuvor, im Jahr 1412, hatten die Volkacher Rücker die Herrschaft über den Gaibacher „Burgstall“ inne. 1453 erhielt Balthasar Fere vom Berg die Burg. Im gleichen Jahr kaufte Endres Zollner von der Hallburg die Gebäude. Sein Urahn Hans Zollner machte die Burg 1492 zum Stammsitz der Gaibacher Stammlinie, weswegen er sich auch „Zollner von Gaibach“ nannte.
Der Erhebung zur Stammburg ging ein Ausbau der Burggebäude voraus. Sie wurden weiter befestigt und mit Zwinger, Mauern und Graben umgeben. Dennoch wurde die Gaibacher Burg 1525 im Deutschen Bauernkrieg von plündernden Bauernhaufen niedergebrannt und musste in den Jahren darauf fast vollständig wiederaufgebaut werden. Mit den Jahren 1579/80 endete die Herrschaft der Zollner über Gaibach. Wegen Verschuldung wurde die Burg verkauft.

### Valentin Echters Wasserschloss
Käufer war der Bruder des Würzburger Fürstbischofs Julius Echter von Mespelbrunn, Valentin. Insgesamt 21.816 Gulden wurden für die Burg und die Wirtschaftsgebäude gezahlt. Der neue Besitzer ließ die Burg in den Jahren 1590–1608 im Stile der Renaissance umbauen. Unter der Bauleitung des Volkacher Meisters Jobst Pfaff entstand so ein befestigtes Wasserschloss, das in einem Kupferstich von Nikolaus Person von 1697 festgehalten ist. Fortan wurde es „Castrum Geibach“ genannt.
Entstanden war eine vierflügelige Anlage mit einem quadratischen Innenhof. Die Anlage war symmetrisch angelegt und mit vier Bastionen und zwei Kanonentürmen ausgestattet. Die Ostseite besaß eine Zugbrücke, über die man den Wassergraben überwinden konnte. Vor allem als Repräsentationsbau errichtet, konnte das Schloss bereits kurz nach seiner Errichtung die Wehrfunktion nicht mehr erfüllen und war den Wirren des Dreißigjährigen Krieges schutzlos ausgeliefert.
Im Jahr 1624, noch während des Krieges, starb Valentin Echter, ohne einen Nachfolger zu hinterlassen. Wieder kam das Schloss in die Hände von wechselnden Herren, bis im Jahr 1648 der Generalfeldmarschall Jost Maximilian von Bronckhorst-Gronsfeld die Gebäude erwarb. Nach seiner Entlassung aus bayerischen Diensten nutzten die Grafen von Schönborn im Jahr 1651 die Gunst der Stunde und kauften das Gaibacher Schloss für nur 10.000 Gulden. Fortan war Gaibach und das Schloss Teil des weitverzweigten Besitzes der Grafen Schönborn aus Wiesentheid und ist es bis heute.

### Gräflich Schönborn’sches Schloss

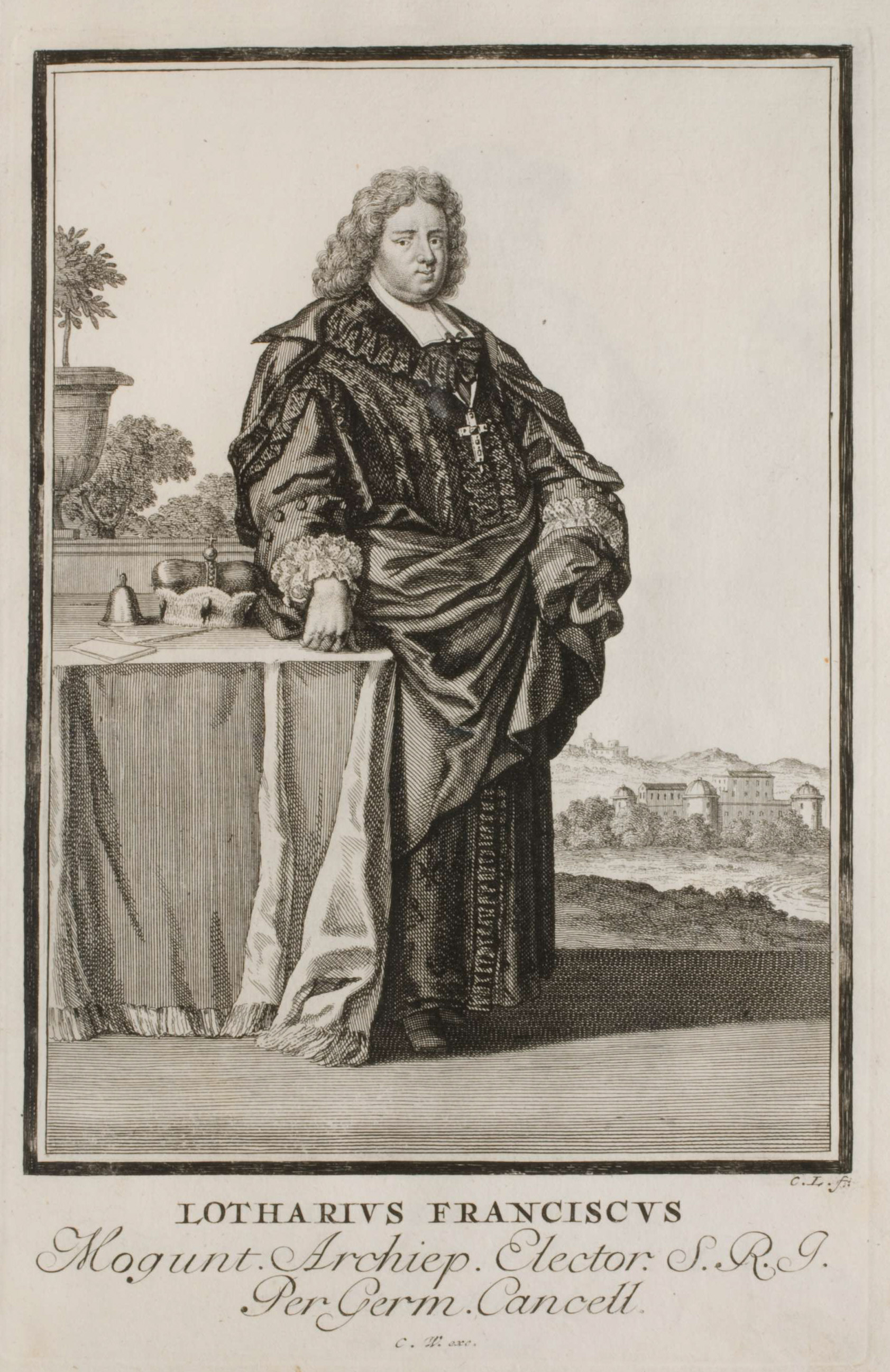
Der Erbauer des Gaibacher Barockschlosses, Lothar Franz von Schönborn

In den Jahren 1693–1710 wurde das Schloss wiederum umgebaut. Zunächst erweiterte man die Gartenseite, bevor 1705 mit dem Bau der dreiläufigen Hauptstiege begonnen werden konnte, die die erste ihrer Art in Franken war. Nach und nach wurden so alle Gebäudeteile im Stile des Barock erneuert. Ausführender Baumeister war der Bamberger Leonhard Dientzenhofer. Auch  Lucas von Hildebrandt, Domenico Martinelli und Maximilian von Welsch beteiligten sich an den Umbauten. Stuckateur war Johann Jakob Vogel.
Gleichzeitig wurden auch die Ländereien um das Schloss neu angelegt. Auf Betreiben des Kurfürsten Lothar Franz von Schönborn entstand ein barocker Lustgarten nach französischem Vorbild, der in ganz Europa bekannt war. Der Park wurde mit einem Porzellanhaus und einer Orangerie ausgestattet, in die im Winter die Zitrusbäume gebracht wurden. In den Stichen von Salomon Kleiner aus den Jahren 1727/28 erkennt man das hufeisenförmige Barockschloss und den umliegenden Garten.
Das Innere des Schlosses war den Sammlungen des Grafen gewidmet. Eine reich ausgestattete Bibliothek, eine Gemälde- und Handschriftensammlung sowie eine Auswahl an Blauporzellan schmückten die Räume. 1721 ließ Fürstbischof Lothar Franz die Gemälde durch seinen Kunstagenten Jan Joost van Cossiau inventarisieren. Dennoch wurde am Schloss in den nachfolgenden Generationen weiter gearbeitet, obwohl die Grafen von Schönborn sich mehr und mehr in ihr anderes Schloss in Wiesentheid zurückzogen.

### Konstitutionssäule und Landschulheim
Zu Beginn des 19. Jahrhunderts wurden die meisten Bastionen abgebrochen, ebenso vereinfachte man die Gartenfassade. In den zwanziger Jahren des 19. Jahrhunderts ebnete man den Wassergraben ein und nahm weitere bauliche Veränderungen vor. Die Innenräume wurden klassizistisch ausgestaltet und der Barockgarten in einen englischen Landschaftspark umgewandelt. Mit der Mediatisierung und dem Anschluss an Bayern im Jahr 1806 verloren die Grafen jegliche politische Macht.
In den Mittelpunkt rückte das Gaibacher Schloss erst wieder im Jahr 1828, als man im Park die Konstitutionssäule einweihte, die die Verfassung Bayerns von 1818 ehrte. Zuvor, im Jahr 1820, hatte Leo von Klenze, der Erbauer der Säule, einen Raum des Schlosses der Konstitution gewidmet und prachtvoll ausgestattet. Beim Gaibacher Fest des Jahres 1832 wurde die demokratische Verfassung erneut gefeiert, bevor Schloss, Park und Säule für lange Jahre als Ausflugsziel dienten.
Nach dem Zweiten Weltkrieg war das leerstehende Schloss Notunterkunft für die vielen Flüchtlinge. Die reiche Ausstattung hatte man in das  Schloss Weißenstein bringen lassen. 1949 erhielt das Schloss eine neue Funktion. Es diente von da an dem Franken-Landschulheim als Internat. Außerdem werden dort Vorträge und Versammlungen abgehalten. Das Bayerische Landesamt für Denkmalpflege ordnet das Schloss als Baudenkmal unter der Nummer D-6-75-174-255 ein. Die Reste der Vorgängerbebauung im Boden werden als Bodendenkmal geführt.

## Beschreibung
Das ehemals gräfliche Schloss präsentiert sich als Vierflügelanlage mit runden Ecktürmen. Die südlichen und nördlichen Trakte wurden nach Westen verlängert. Daneben existieren zwei Kanonentürme im Nordosten und im Südwesten, bei dem erstgenannten haben sich außerdem Reste der ehemaligen Bastion des Echterschlosses erhalten.

### Schloss

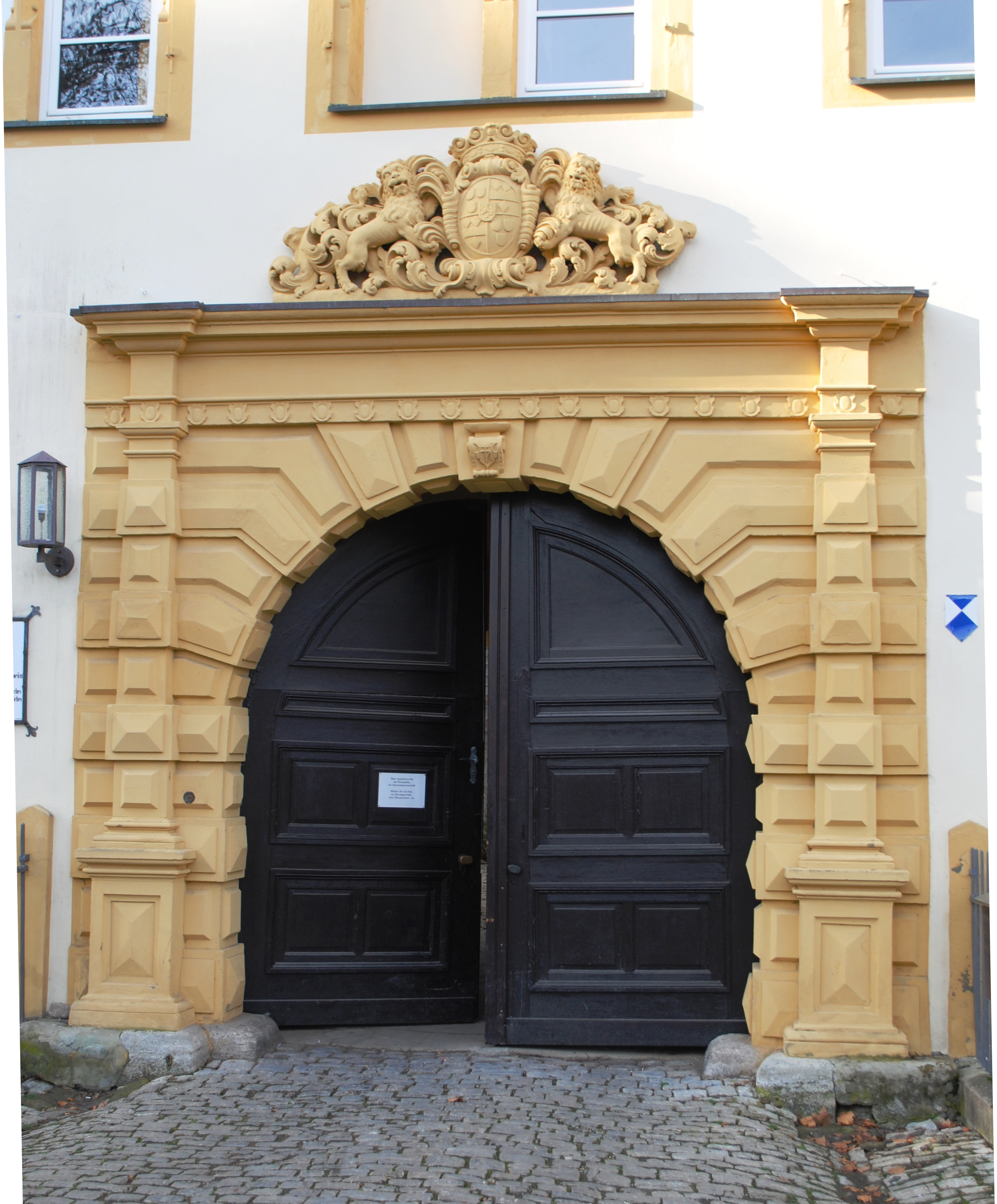
Das Portal im Osten

Die gesamte Schlossanlage besteht aus zweigeschossigen Gebäuden des 18. Jahrhunderts. Die 61 Meter lange Fassade des Schlosses befindet sich im Osten, hier wurde auch das zentrale Eingangsportal angebracht. Das rundbogige Portal wird von zwei rechteckigen Pilastern eingerahmt. Plastische Diamantquader sind sowohl an den Pilastern als auch am Gewände des Portals angebracht. Als Schlussstein wurde ein Steinmetzzeichen auf einem Wappenrelief eingesetzt. Ein geviertes Wappen der Grafen von Schönborn aus dem späten 17. Jahrhundert prangt oberhalb des Portals.
Der Rest der Fassade wird durch zehn zweibahnige Fenster im Untergeschoss und elf ebenfalls zweibahnige im Obergeschoss gegliedert. Zwei weitere Fenster des Obergeschosses sind dreibahnig. Des Weiteren wird die Fassade durch zwei Lisenen unterteilt, die sich eine Fensterachse links und rechts des Portals befinden. Zwei Fenster oberhalb des Eingangs wurden zugemauert. Die Ostfassade läuft in beiden Seiten in zwei Rundtürme ab, die mit einbahnigen Fenstern versehen sind. Eine eingewölbte Kuppel und auf jeder Seite ein Windrichtungsgeber in Form einer Fahne schließen sie nach oben hin ab.
Durch das Portal erreicht man einen quadratischen Innenhof, den sogenannten Platanenhof. Einem Korbbogengang auf der Ostseite steht ein zugemauerter gleicher Bauart im Westen gegenüber. Zwei weitere Durchgänge sind im Westen und Norden zu erkennen, während das Portal im Süden ins Innere des Schlosses überleitet. Die Nordseite wurde im Laufe der Zeit durch drei rechteckige Anbauten erweitert. Im Süden hingegen wurde ein dritter Rundturm am Westende des Traktes angebracht. Die Dächer des Schlosses bestehen aus Satteldächern, an denen Ziergauben in zwei Reihen angebracht wurden.
Im Inneren wird das Schönbornschloss durch drei Treppenhäuser erschlossen. Von der ursprünglichen Ausstattung hat sich lediglich ein Stuckaltar aus dem Jahr 1730 erhalten, der sich in der Kapelle im Nordflügel befindet. Daneben wurde die Decke der Kapelle stuckiert. Bemerkenswert ist außerdem die klassizistische Ausstattung und Verzierung des Konstitutionssaals aus dem Jahr 1820.

### Befestigungsanlagen
Im Nordosten und Südosten befinden sich zwei ehemalige Kanonentürme, die den Wehrcharakter des Echterschlosses des 17. Jahrhunderts unterstrichen. Sie sind beide dreigeschossig und schließen oben mit einem Zinnenkranz ab. Äußerlich werden die einzelnen Geschosse durch Gesimse voneinander abgetrennt. Zweibahnige Rechteckfenster wurden in den oberen zwei Geschossen der Türme angebracht. Des Weiteren befindet sich der Rest einer Bastion im Nordosten der Schlossanlage. Sie wird von einem Kanonenturm unterbrochen.